# Hofje Codde en Van Beresteijn

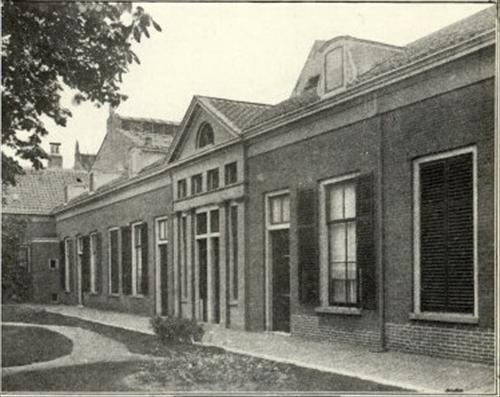
Hofje van Beresteijn in 1910, toen nog aan de Lange Herenstraat

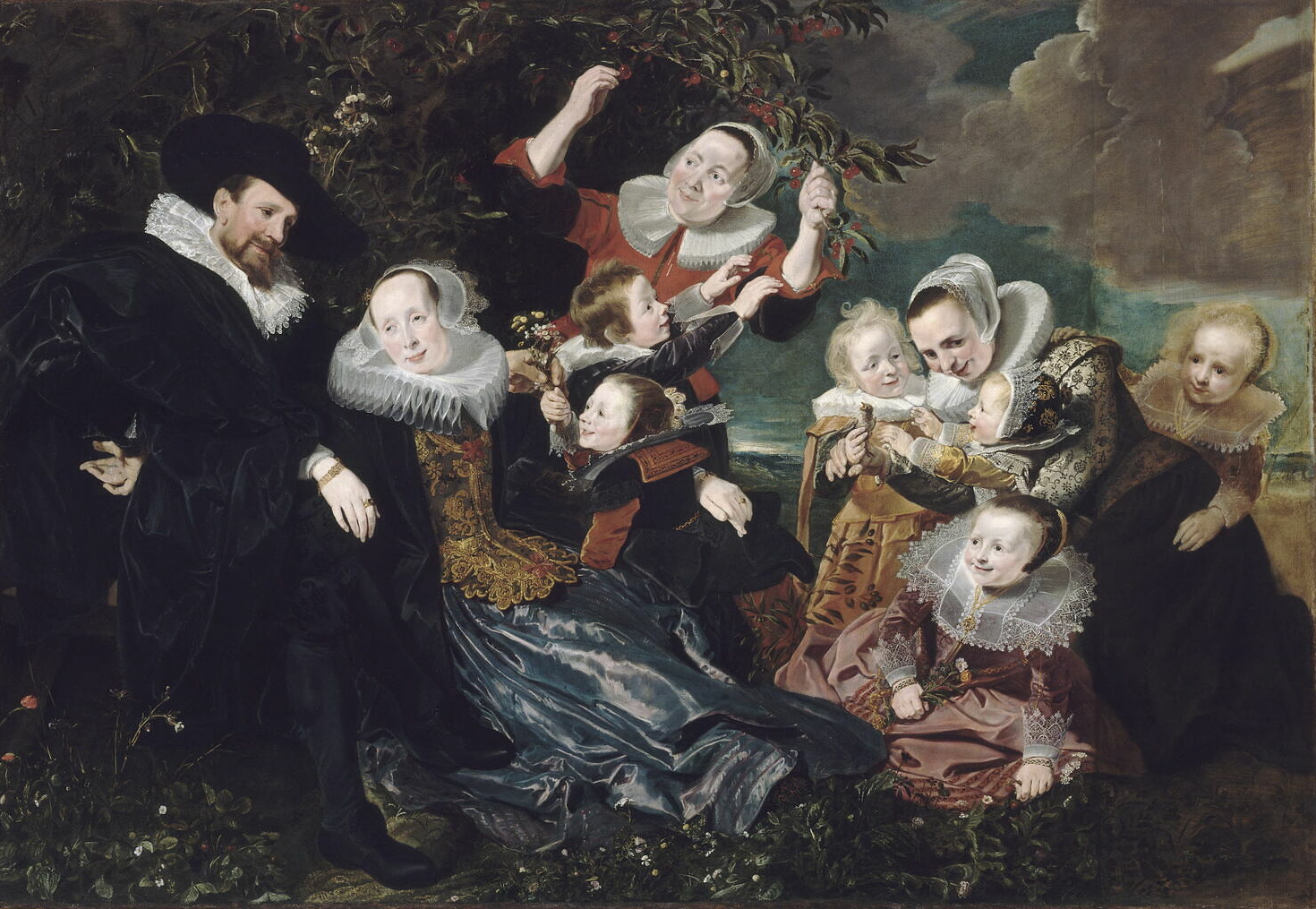
Familie Beresteijn-Van der Eem, 1635, Pieter Soutman. Het schilderij is lang in bezit geweest van het hofje, het hangt nu in het Louvre

Het Hofje van Codde en Beresteijn is een hofje in de Nederlandse stad Haarlem. Het huidige hofje dateert uit 1968 en is een samenvoeging van twee elders gesloopte hofjes: het Hofje van Codde en het Hofje van Beresteijn. Het Hofje van Codde en Beresteijn is gelegen aan de Jos Cuypersstraat in de Geschiedschrijversbuurt in Haarlem Zuid-West, vlak bij de Kathedrale basiliek Sint Bavo.

## Hofje van Codde
De stichter van het Hofje van Codde was Pieter Jansz Codde, kapelaan van de Sint Bavokerk aan de Grote Markt te Haarlem. In zijn testament van 1598 bepaalde Codde dat er van zijn nalatenschap onder ander een hofje gebouwd moest worden voor arme oudere vrouwen. Het hofje werd in 1609 gebouwd aan het Klokhuisplein in het centrum van Haarlem. Het Hofje van Codde werd ook wel 't Spoorwaterhofje genoemd, naar de executeur-testamentair en de eerste regent van 't hofje Hendrick Spoorwater.
Door de bouw van het concertgebouw en de uitbreiding van drukkerij Joh. Enschedé en Zonen, beiden aan het Klokhuisplein, moest het hofje wijken. Er werd een nieuw hofje gebouwd aan de Lange Herenstraat, vlak bij het Station Haarlem, naast het Hofje van Beresteijn. Dit voormalige hofje is nog te zien op de kaart van Haarlem uit 1883 als complex 'a' tussen de gesloopte Lange Molen steeg en de Lange Herenstraat.

## Hofje van Beresteijn
Het Hofje van Beresteijn is vernoemd naar kunstschilder Claes van Beresteyn. Net als Codde had Beresteijn bij testament bepaald dat uit zijn nalatenschap een hofje gebouwd moest worden voor arme rooms-katholieke oude mannen of vrouwen. Berensteijn overleed in 1684, het hofje werd gebouwd in 1688 aan de Lange Herenstraat. Het onderhoud van het hofje is lange tijd betaald uit de verkoop van schilderijen van Beresteijn die onder andere in het Louvre in Parijs te vinden zijn. Dit voormalige hofje is nog te zien op de kaart van Haarlem uit 1883 als complex 'b' tussen de gesloopte Lange Molen steeg en de Lange Herenstraat.

## Hofje Codde en Van Beresteijn.
Door veranderingen aan het Stationsplein te Haarlem in de jaren zestig van de 20e eeuw moesten de twee hofjes verdwijnen. Beide hofjes werden in 1967 gesloopt om plaats te maken voor kantoren en hoogbouw. Besloten werd een nieuw hofje te bouwen aan de J. Cuyperstraat in de Geschiedschrijversbuurt van Haarlem, vlak bij de Kathedrale basiliek Sint Bavo. Het nieuwe hofje werd ontworpen door architect J.H. van der Laan. Er kwamen 18 huisjes gelegen rond een binnenhof. Het Hofje Codde en Van Beresteijn is bestemd voor vrouwen van 60 jaar en ouder die katholiek zijn, of enige affiniteit hebben met het katholieke geloof. Het hofje werd officieel geopend op 30 augustus 1969. Qua opzet is het Hofje Codde en Van Beresteijn nog steeds herkenbaar als hofje, echter de architectuur is typisch voor de jaren zestig en zeventig van de 20e eeuw.

Bestaand:
Brouwershofje ·
Bruiningshofje ·
Frans Loenenhofje ·
Gravinnehof ·
Hofje Codde en Van Beresteijn ·
Hofje In den Groenen Tuin ·
Hofje van Bakenes ·
Hofje van Guurtje de Waal ·
Hofje van Loo ·
Hofje van Noblet ·
Hofje van Oorschot ·
Hofje van Staats ·
Hofje van Heythuysen ·
Johan Enschedé Hof ·
Luthers Hofje ·
Proveniershof ·
Remonstrants Hofje ·
Teylers Hofje ·
Vrouwe- en Antonie Gasthuys ·
Wijnbergshofje ·
Zuiderhofje
Verdwenen:
Aelbert Gerritsz. Fijnebuyckshofje ·
Blokshofje ·
Blokzeyldershofje ·
Boonhofje ·
Brammershofje ·
Bullenhofje ·
Comanshofje ·
Deymanshofje ·
Guurt Burethofje ·
Hofje de Dubbele Muts ·
Hofje de Hemelpoort ·
Hofje de Vijftien Kamers ·
Hofje der Twaalf Apostelen ·
Hofje Het Lam ·
Hofje van Bavo ·
Hofje van Gratie ·
Kenauhofje ·
Luciehofje ·
Pietershofje ·
Sint Annahofje ·
Sint Jans Koenen Gasthuishofje ·
Slickhofje ·
Solomonshofje ·
Twijndershofje ·
Vissershofje ·
Weeshuishofje